# Chlorocala similis
Chlorocala similis är en skalbaggsart som beskrevs av Moser 1907. Chlorocala similis ingår i släktet Chlorocala och familjen Cetoniidae. Inga underarter finns listade i Catalogue of Life.